# Verdrag van Saint-Julien
Het Verdrag van Saint-Julien, naar de naam van de Franse plaats Saint-Julien in Haute-Savoie, is een op 21 juli 1603 gesloten verdrag tussen Genève en Karel Emanuel I van Savoye na diens nederlaag in de Escalade van Genève. Het verdrag bevatte het recht op vrijhandel voor de inwoners van Genève, de teruggave van de bezette gebieden, de erkenning van het protestantisme, het verbod versterkingen te bouwen op minder dan 4 mijl van Genève, de politieke onafhankelijkheid van Genève, het recht te werken langs de twee zijden van de grens de vrijheid van verkeer voor personen en goederen.
De ondertekenaars van het verdrag waren
- voor Savoye:
  - Charles de Rochette, eerste voorzitter van de Senaat van Savoye
  - Claude Pobel, kamerheer van de hertog

- voor Genève:
  - Dominique Chabrey
  - Michel Rozet
  - Jacques Lect
  - Jean de Normandie

De onderhandelingen vonden plaats met bemiddeling van de Zwitserse kantons Bazel, Schaffhausen, Solothurn, Glarus en Appenzell.